# Wolfgang Lachenauer
Wolfgang Lachenauer (* 1949) ist ein deutscher Rechtsanwalt, Kommunalpolitiker und ehemaliger Basketballspieler. 

## Laufbahn
Ab 1968 spielte Lachenauer für den USC Heidelberg in der Basketball-Bundesliga. Er stieß zeitgleich gemeinsam mit seinem Zwillingsbruder Eckhard von der USC-Jugend in die Bundesliga-Mannschaft.
Er studierte Rechtswissenschaft an der Ruprecht-Karls-Universität Heidelberg und wurde Mitglied der Burschenschaft Allemannia Heidelberg.
1970 wurde Lachenauer mit dem USC deutscher Vizemeister, 1973 führte er Heidelberg als Mannschaftskapitän zum Gewinn des deutschen Meistertitels, 1974 sowie 1975 gewann der Aufbauspieler mit dem USC wieder die Vizemeisterschaft, 1976 wechselte Lachenauer zum Zweitligaverein TV Eppelheim.
Nach abgeschlossenem Studium der Rechtswissenschaft wurde er als Anwalt tätig.
1994 wurde er für die Wählerinitiative „Die Heidelberger“ in den Gemeinderat gewählt und war von 1995 bis 2015 zudem Fraktionsvorsitzender der Wählervereinigung. 1998 kandidierte er für das Amt des Oberbürgermeisters von Heidelberg. Die Amtsinhaberin Beate Weber konnte sich im ersten Wahlgang nicht durchsetzen. Im zweiten Wahlgang fehlten Lachenauer drei Prozentpunkte zum Sieg. Am 10. November 2021 schied Lachenauer auf eigenen Wunsch aus dem Heidelberger Gemeinderat aus.